# Гідрометрична мірка
Гідрометри́чна мі́рка — гідрометричний прилад, круглий дерев'яний шток призначений для гідрометричних промірів глибини. Має діаметр 4-6 см, довжину 5-7 метрів. Мірку розмічають через кожні 10 см двома різними фарбами. На нижній кінець ставлять залізний башмак вагою близько 1 кг, який полегшує занурення мірки у воду і оберігає її від пошкодження. Якщо дно річки вкрите шаром мулу, то на нижній кінець мірки кріплять піддон. Нульова поділка мірки повинна бути на рівні низу башмака або піддона.

## Використання
Для вимірювання глибини мірку закидають низом уперед проти течії по ходу човна і, коли вона займе вертикальне положення, роблять відлік. Точність вимірювання 2-5 см. Використовується для неглибоких промірів.